# Nyctixalus pictus
Nyctixalus pictus é uma espécie de anfíbio da família Rhacophoridae.
Pode ser encontrada nos seguintes países: Brunei, Indonésia, Malásia, Filipinas, Singapura e Tailândia.
Os seus habitats naturais são: florestas subtropicais ou tropicais húmidas de baixa altitude.
Está ameaçada por perda de habitat.